# 수에미츠 & 더 수에미스
수에미츠 & 더 수에미스(Suemitsu & the Suemith)는 일본의 싱어송라이터이자 피아노 연주자 스에미쓰 아쓰시 (末光 篤)가 활동하는 솔로 프로젝트 그룹이다.

## 음반 목록

### 정규 음반
- 2006년: 《Man Here Plays Mean Piano》
- 2007년: 《The Piano It`s Me》
- 2008년: 《Shock on the Piano》

### 베스트 음반
- 2008년: 《Best Angle For The Pianist》